# Michael Mullen
Michael Glenn Mullen (Los Angeles, 4 ottobre 1946) è un ammiraglio statunitense, noto per essere stato Capo dello stato maggiore congiunto dal 1º ottobre 2007 al 30 settembre 2011, prima di ritirarsi dalla Marina degli Stati Uniti dopo 43 anni di servizio.

## Vita personale
Mullen è sposato con Deborah e insieme hanno avuto due figli, John Stewart Mullen e Michael Edward Mullen, entrambi tenenti della Marina.

## Decorazioni
- Defense Distinguished Service Medal (4)
- Navy Distinguished Service Medal (2)
- Defense Superior Service Medal
- Legion of Merit (6)